# 별자리
오리온자리의 세 가지 모습: 오래된 바로크 신화 인물, 현대의 막대 인물, 그리고 별들의 사진.
- 상단: 요하네스 헤벨리우스의 별 지도인 Firmatenum Sobiescianum에서 오리온자리를 그린 바로크 그림으로 관찰자가 외부에서 상상의 천체를 내려다보는 것처럼 보이는 별들을 보여준다.
- 하단: IAU의 오리온 현대 지도와 선이 그려진 밤하늘 사진

별자리(constellation) 또는 성좌(星座)는 천구(天球)의 밝은 별을 중심으로 지구에서 보이는 모습에 따라 이어서 어떤 사물을 연상하도록 이름을 붙인 것이다. 별자리는 보통 비슷한 방향에 놓이지만, 실제로 같은 별자리에 속한 별들이 반드시 3차원 상으로 가까운 위치에 있는 것은 아니다.
별자리는 문화권별로 다르며 시대마다 달라지기도 하지만, 현재는 1930년 국제 천문 연맹(IAU)에서 정한 88개의 별자리가 공통으로 쓰이고 있다. 공인된 별자리는 아니지만 북두칠성이나 봄의 삼각형처럼 널리 쓰이는 것은 성군(星群; asterism)이라고 한다.

## 서양의 별자리

### 역사
별자리는 대략 기원전 3천년 바빌로니아부근에서 시작된 것으로 여겨지고 있다. 맨 처음 생겨난 이후 그리스 로마에게로 전승되었고 별자리에 자신들의 신화에 나온 영웅,동물등의 이름을 넣었다. 이는 고대 문서로도 확인이 가능하다. 기원전 8세기경 호머와 헤소이드의 작품에 오리온과 큰곰자리등이 나오고 기원전 3세기 경 시인 아라투스의 파이노메나에서 44개의 별자리 목록을 소개했다. 이후 대략 4~50여개의 별자리로 개수가 고정이 되어갔다. 현재 쓰이는 별자리는 2세기 후반 그리스의 천문학자 프톨레마이오스가 정리한 48개를 기원으로 하고 있다. 중세에 접어들며 별자리를 성도에 나타내려는 시도가 시작되었다. 페터 아피안에 의해 맨 처음 나온 성도는 프톨레마이오스의 48개 별자리 뿐만 아니라 머리털자리와 사냥개자리를 추가하였다. 이후 티코 브라헤, 요하네스 헤벨리우스가 조금씩 손을 보았다. 17세기 이후로 일부 별자리가 나뉘었다.(예: 아르고자리 ⇒ 고물자리, 돛자리, 용골자리, 나침반자리 1930년) 1750년경 프랑스의 니콜라 루이 드 라카유가 남쪽하늘의 별자리를 관측, 14개의 별자리를 추가하면서 현재와 같은 88개의 별자리가 생겨났다.
이후 1930년 국제 천문 연맹이 1875년 춘분점을 기준으로 적경과 적위를 매기고, 88개 별자리 사이의 경계를 정확히 했을 뿐만 아니라, 라틴어 이름과 약자를 정했다.

## 현대의 88개 별자리 목록

현대의 88개 별자리.

| 라틴어 이름         | 약자 | 한국어 이름      | 적경    | 적위    | 넓이 (평방도) | 기원                   | 기타                    | 제안된 기호 |
| ------------------- | ---- | ---------------- | ------- | ------- | ------------- | ---------------------- | ----------------------- | ----------- |
| Andromeda           | And  | 안드로메다자리   | 0h 34m  | 39°15′  | 722           | 고대 (프톨레마이오스)  |                         |             |
| Antlia              | Ant  | 공기펌프자리     | 10h 7m  | -33°21′ | 239           | 1763년, 라카유         |                         |             |
| Apus                | Aps  | 극락조자리       | 16h 8m  | -76°35′ | 206           | 1603년, 우라노메트리아 |                         |             |
| Aquarius            | Aqr  | 물병자리         | 22h 42m | -10°28′ | 980           | 고대 (프톨레마이오스)  |                         |             |
| Aquila              | Aql  | 독수리자리       | 19h 41m | 3°22′   | 652           | 고대 (프톨레마이오스)  |                         |             |
| Ara                 | Ara  | 제단자리         | 17h 14m | -51°7′  | 237           | 고대 (프톨레마이오스)  |                         |             |
| Aries               | Ari  | 양자리           | 2h 41m  | 22°34′  | 441           | 고대 (프톨레마이오스)  |                         |             |
| Auriga              | Aur  | 마차부자리       | 5h 57m  | 42°49′  | 657           | 고대 (프톨레마이오스)  |                         |             |
| Bootes              | Boo  | 목동자리         | 14h 41m | 32°20′  | 907           | 고대 (프톨레마이오스)  |                         |             |
| Caelum              | Cae  | 조각칼자리       | 4h 43m  | -38°10′ | 125           | 1763년, 라카유         |                         |             |
| Camelopardalis      | Cam  | 기린자리         | 6h 9m   | 71°58′  | 757           | 1610년대 플란시우스    |                         |             |
| Cancer              | Cnc  | 게자리           | 8h 30m  | 23°34′  | 506           | 고대 (프톨레마이오스)  |                         |             |
| Canes Venatici      | CVn  | 사냥개자리       | 13h 1m  | 42°21′  | 465           | 1690년, 헤벨리우스     |                         |             |
| Canis Major         | CMa  | 큰개자리         | 6h 50m  | -22°19′ | 380           | 고대 (프톨레마이오스)  |                         |             |
| Canis Minor         | CMi  | 작은개자리       | 7h 37m  | 6°46′   | 182           | 고대 (프톨레마이오스)  |                         |             |
| Capricornus         | Cap  | 염소자리         | 21h 3m  | -19°21′ | 414           | 고대 (프톨레마이오스)  |                         |             |
| Carina              | Car  | 용골자리         | 7h 46m  | -57°50′ | 494           | 1763년, 라카유         | 아르고자리에서 나뉨     |             |
| Cassiopeia          | Cas  | 카시오페이아자리 | 0h 52m  | 60°18′  | 598           | 고대 (프톨레마이오스)  |                         |             |
| Centaurus           | Cen  | 센타우루스자리   | 12h 57m | -44°0′  | 1060          | 고대 (프톨레마이오스)  |                         |             |
| Cepheus             | Cep  | 세페우스자리     | 22h 25m | 72°34′  | 588           | 고대 (프톨레마이오스)  |                         |             |
| Cetus               | Cet  | 고래자리         | 1h 43m  | -6°22′  | 1231          | 고대 (프톨레마이오스)  |                         |             |
| Chamaeleon          | Cha  | 카멜레온자리     | 12h 0m  | -81°1′  | 132           | 1603년, 우라노메트리아 |                         |             |
| Circinus            | Cir  | 컴퍼스자리       | 14h 32m | -67°18′ | 93            | 1763년, 라카유         |                         |             |
| Columba             | Col  | 비둘기자리       | 5h 42m  | -37°55′ | 270           | 1592년 플란시우스      | 큰개자리에서 나뉨       |             |
| Coma Berenices      | Com  | 머리털자리       | 12h 45m | 22°39′  | 386           | 1603년, 우라노메트리아 | 사자자리에서 나뉨       |             |
| Corona Australis    | CrA  | 남쪽왕관자리     | 18h 39m | -41°45′ | 128           | 고대 (프톨레마이오스)  |                         |             |
| Corona Borealis     | CrB  | 북쪽왕관자리     | 15h 53m | 32°38′  | 179           | 고대 (프톨레마이오스)  |                         |             |
| Corvus              | Crv  | 까마귀자리       | 12h 23m | -18°38′ | 184           | 고대 (프톨레마이오스)  |                         |             |
| Crater              | Crt  | 컵자리           | 11h 21m | -38°45′ | 282           | 고대 (프톨레마이오스)  |                         |             |
| Crux                | Cru  | 남십자자리       | 12h 29m | -60°18′ | 68            | 1603년, 우라노메트리아 | 켄타우루스자리에서 나뉨 |             |
| Cygnus              | Cyg  | 백조자리         | 20h 36m | 49°35′  | 804           | 고대 (프톨레마이오스)  |                         |             |
| Delphinus           | Del  | 돌고래자리       | 20h 40m | 12°6′   | 189           | 고대 (프톨레마이오스)  |                         |             |
| Dorado              | Dor  | 황새치자리       | 5h 20m  | -63°1′  | 179           | 1603년, 우라노메트리아 |                         |             |
| Draco               | Dra  | 용자리           | 17h 57m | 66°4′   | 1083          | 고대 (프톨레마이오스)  |                         |             |
| Equuleus            | Equ  | 조랑말자리       | 21h 15m | 7°56′   | 72            | 고대 (프톨레마이오스)  |                         |             |
| Eridanus            | Eri  | 에리다누스자리   | 3h 53m  | -17°59′ | 1138          | 고대 (프톨레마이오스)  |                         |             |
| Fornax              | For  | 화로자리         | 2h 46m  | -26°4′  | 398           | 1763년, 라카유         |                         |             |
| Gemini              | Gem  | 쌍둥이자리       | 6h 51m  | 24°49′  | 514           | 고대 (프톨레마이오스)  |                         |             |
| Grus                | Gru  | 두루미자리       | 22h 27m | -45°49′ | 366           | 1603년, 우라노메트리아 | 남쪽물고기자리에서 나뉨 |             |
| Hercules            | Her  | 허큘리스자리     | 17h 26m | 31°14′  | 1225          | 고대 (프톨레마이오스)  |                         |             |
| Horologium          | Hor  | 시계자리         | 3h 13m  | -52°0′  | 249           | 1763년, 라카유         |                         |             |
| Hydra               | Hya  | 바다뱀자리       | 9h 8m   | -11°41′ | 1303          | 고대 (프톨레마이오스)  |                         |             |
| Hydrus              | Hyi  | 물뱀자리         | 2h 35m  | -72°55′ | 243           | 1603년, 우라노메트리아 |                         |             |
| Indus               | Ind  | 인디언자리       | 21h 8m  | -52°19′ | 294           | 1603년, 우라노메트리아 |                         |             |
| Lacerta             | Lac  | 도마뱀자리       | 22h 31m | 46°40′  | 201           | 1690년, 헤벨리우스     |                         |             |
| Leo                 | Leo  | 사자자리         | 10h 0m  | 7°0′    | 947           | 고대 (프톨레마이오스)  |                         |             |
| Leo Minor           | LMi  | 작은사자자리     | 10h 19m | 33°14′  | 232           | 1690년, 헤벨리우스     |                         |             |
| Lepus               | Lep  | 토끼자리         | 5h 26m  | -19°39′ | 290           | 고대 (프톨레마이오스)  |                         |             |
| Libra               | Lib  | 천칭자리         | 15h 11m | -15°33′ | 538           | 고대 (프톨레마이오스)  |                         |             |
| Lupus               | Lup  | 이리자리         | 15h 23m | -42°43′ | 334           | 고대 (프톨레마이오스)  |                         |             |
| Lynx                | Lyn  | 살쾡이자리       | 7h 44m  | 47°50′  | 545           | 1690년, 헤벨리우스     |                         |             |
| Lyra                | Lyr  | 거문고자리       | 18h 54m | 40°39′  | 286           | 고대 (프톨레마이오스)  |                         |             |
| Mensa               | Men  | 테이블산자리     | 5h 30m  | -79°1′  | 153           | 1763년, 라카유         |                         |             |
| Microscopium        | Mic  | 현미경자리       | 20h 57m | -37°48′ | 210           | 1763년, 라카유         |                         |             |
| Monoceros           | Mon  | 외뿔소자리       | 6h 58m  | -3°16′  | 482           | 1610년대 플란시우스    |                         |             |
| Musca               | Mus  | 파리자리         | 12h 28m | -69°8′  | 138           | 1603년, 우라노메트리아 |                         |             |
| Norma               | Nor  | 직각자자리       | 16h 3m  | -52°43′ | 165           | 1763년, 라카유         | 수준기자리              |             |
| Octans              | Oct  | 팔분의자리       | 22h 10m | -84°16′ | 291           | 1763년, 라카유         |                         |             |
| Ophiuchus           | Oph  | 뱀주인자리       | 17h 2m  | -2°21′  | 948           | 고대 (프톨레마이오스)  | 땅꾼자리                |             |
| Orion               | Ori  | 오리온자리       | 5h 34m  | 3°35′   | 594           | 고대 (프톨레마이오스)  |                         |             |
| Pavo                | Pav  | 공작자리         | 19h 10m | -65°52′ | 378           | 1603년, 우라노메트리아 |                         |             |
| Pegasus             | Peg  | 페가수스자리     | 22h 37m | 19°39′  | 1121          | 고대 (프톨레마이오스)  |                         |             |
| Perseus             | Per  | 페르세우스자리   | 3h 31m  | 44°46′  | 615           | 고대 (프톨레마이오스)  |                         |             |
| Phoenix             | Phe  | 봉황자리         | 0h 44m  | -48°46′ | 469           | 1603년, 우라노메트리아 |                         |             |
| Pictor              | Pic  | 화가자리         | 5h 23m  | -51°22′ | 247           | 1763년, 라카유         |                         |             |
| Pisces              | Psc  | 물고기자리       | 0h 53m  | 15°29′  | 889           | 고대 (프톨레마이오스)  |                         |             |
| Piscis Austrinus    | PsA  | 남쪽물고기자리   | 22h 25m | -31°34′ | 245           | 고대 (프톨레마이오스)  |                         |             |
| Puppis              | Pup  | 고물자리         | 7h 52m  | -32°37′ | 673           | 1763년, 라카유         | 아르고자리에서 나뉨     |             |
| Pyxis               | Pyx  | 나침반자리       | 8h 53m  | -29°47′ | 221           | 1763년, 라카유         |                         |             |
| Reticulum           | Ret  | 그물자리         | 3h 54m  | -60°31′ | 114           | 1763년, 라카유         |                         |             |
| Sagitta             | Sge  | 화살자리         | 19h 40m | 17°0′   | 80            | 고대 (프톨레마이오스)  |                         |             |
| Sagittarius         | Sgr  | 궁수자리         | 19h 23m | -29°53′ | 867           | 고대 (프톨레마이오스)  |                         |             |
| Scorpius            | Sco  | 전갈자리         | 16h 52m | -35°20′ | 497           | 고대 (프톨레마이오스)  |                         |             |
| Sculptor            | Scl  | 조각가자리       | 1h 0m   | -38°31′ | 475           | 1763년, 라카유         | 조각실자리              |             |
| Scutum              | Sct  | 방패자리         | 18h 39m | -10°53′ | 109           | 1690년, 헤벨리우스     |                         |             |
| Serpens             | Ser  | 뱀자리           | 15h 44m | 10°51′  | 637           | 고대 (프톨레마이오스)  |                         |             |
| Sextans             | Sex  | 육분의자리       | 10h 6m  | -1°8′   | 314           | 1690년, 헤벨리우스     |                         |             |
| Taurus              | Tau  | 황소자리         | 4h 6m   | 17°20′  | 797           | 고대 (프톨레마이오스)  |                         |             |
| Telescopium         | Tel  | 망원경자리       | 19h 15m | -51°28′ | 252           | 1763년, 라카유         |                         |             |
| Triangulum          | Tri  | 삼각형자리       | 2h 3m   | 32°20′  | 132           | 고대 (프톨레마이오스)  |                         |             |
| Triangulum Australe | TrA  | 남쪽삼각형자리   | 16h 7m  | -65°6′  | 110           | 1603년, 우라노메트리아 |                         |             |
| Tucana              | Tuc  | 큰부리새자리     | 23h 50m | -64°56′ | 295           | 1603년, 우라노메트리아 |                         |             |
| Ursa Major          | UMa  | 큰곰자리         | 10h 16m | 57°29′  | 1280          | 고대 (프톨레마이오스)  |                         |             |
| Ursa Minor          | UMi  | 작은곰자리       | 14h 58m | 75°2′   | 256           | 고대 (프톨레마이오스)  |                         |             |
| Vela                | Vel  | 돛자리           | 9h 20m  | -48°29′ | 500           | 1763년, 라카유         | 아르고자리에서 나뉨     |             |
| Virgo               | Vir  | 처녀자리         | 13h 21m | -3°31′  | 1294          | 고대 (프톨레마이오스)  |                         |             |
| Volans              | Vol  | 날치자리         | 7h 40m  | -69°37′ | 141           | 1603년, 우라노메트리아 |                         |             |
| Vulpecula           | Vul  | 여우자리         | 20h 22m | 25° 2′  | 278           | 1690년, 헤벨리우스     |                         |             |

- 적경/적위는 (숫자가 아닌) 문자로 정렬되므로 주의.

### 별자리를 관측할 수 있는 위도
천구는 관측자가 적도에서 멀어지는 만큼 반대편의 별자리가 보이지 않게 된다. 따라서, 북반구에서는 남쪽 하늘의 별자리를 관측할 때, 남반구에서 북쪽 하늘의 별자리를 관찰할 때에는 위도의 제한이 있다. 남쪽 하늘 별자리에 대한 관측 가능한 위도는 다음과 같다.(지평선 부근 5°까지는 별들이 보이지 않는다고 가정한다.)
- 카멜레온자리 (북위 0°이하)
- 팔분의자리 (북위 0°이하)
- 테이블산자리 (북위 4°이하)
- 극락조자리 (북위 5°이하)
- 물뱀자리 (북위 8°이하)
- 컴퍼스자리 (북위 10°이하)
- 파리자리 (북위 10°이하)
- 날치자리 (북위 15°이하)
- 인디언자리 (북위 15°이하)
- 황새치자리 (북위 20°이하)
- 그물자리 (북위 23°이하)
- 남쪽삼각형자리 (북위 25°이하)
- 센타우루스자리 (북위 25°이하)
- 제단자리 (북위 25°이하)
- 큰부리새자리 (북위 25°이하)
- 화가자리 (북위 26°이하)
- 공작자리 (북위 30°이하)
- 돛자리 (북위 30°이하)
- 시계자리 (북위 30°이하)
- 직각자자리 (북위 30°이하)
- 봉황자리 (북위 32°이하)
- 에리다누스자리 (북위 32°이하)

- 제주도의 위도 33°
- 두루미자리 (북위 34°이하)
- 이리자리 (북위 35°이하)
- 용골자리 (북위 37°이하)

- 서울특별시의 위도 37°
- 고물자리 (북위 40°이하)
- 남쪽왕관자리 (북위 40°이하)
- 망원경자리 (북위 40°이하)
- 전갈자리 (북위 40°이하)
- 조각칼자리 (북위 40°이하)

- 회령시의 위도 42°

### 별자리의 명칭
현대의 모든 별자리 이름은 라틴어 고유의 이름이거나 단어이며, 몇몇 별들은 위치한 별자리 이름을 따라 소유격이나 탈격('~에서')이 사용되기도 하였다. 이들은 라틴 문법의 통상의 규칙을 따라 만들어졌는데, 소유격을 만드는 법칙은 다음과 같다.
1. a로 끝나면 끝에 e를 붙임.
2. us로 끝나면 i로 바꿈.
3. es로 끝나면 두 문자 사이에 ti를 넣음
  1. 예외.목동자리는 es로 끝나지만 e 앞에 t가 있어 Bootes로 바뀐다.
4. 자음+i로끝나면 i를 삭제하고 orum을 붙인다.
5. x로 끝나면 cis로 교체.
6. o로 끝나면 us로 교체.

또한, 모든 별자리 이름은 표준의 약 자의 약자가 IAU에 의해 지정되어 있다. 예를 들면, 양자리는 Ari, 물고기자리는 Psc, 궁수자리는 Sgr, 큰곰자리는 UMa 등이다.
특정 별자리 내에서 별을 구분할 때에는 바이어(Bayer) 식별이 사용되기도 하며(알파 센타우리 등), 플램스티드 명칭에서는 61 Cygni(백조자리 61), 변광성에는 RR Lyrae(거문고자리 RR) 등과 같이 표시한다. 어쨌든, 많은 어두운 별들은 별자리 이름이 없는 번호로만 표시된다. 종종, 별을 나타낼 때에도 3글자 별자리 명칭이 사용되기도 한다. (예:Alpha Cen, 61 Cyg, RR Lyr)

## 동아시아의 별자리
동아시아의 중국·한국·일본에서 19세기까지 쓰였던 별자리이다.

### 역사
삼황오제 중의 하나인 복희씨가 하늘을 관측한 것으로 전해진다. 사마천의 사기에는 요·순 임금 시기에 별자리를 관측한 기록이 있고, 춘추·전국시대인 기원전 5세기경에 만들어진 칠기상자에서 별자리의 명칭이 확인되었다. 이후 3세기 초에 280여개의 별자리로 구성된 별자리가 완성되었다고 여겨지나, 실제로 전해지는 별자리의 그림은 중국 당대(唐代)의 돈황성도(敦煌星圖)가 가장 이른 것이다.

### 체계
3원과 28수, 280여개의 별자리, 1460여개의 별로 구성되어 있다.
- 3원은 세 쌍의 담장을 의미하며, 넓은 영역을 둘러싸는 두 개의 담장과 그 내부의 작은 별자리들로 구성된다.
- 28수는 3원을 제외한 영역을 적경(또는 시간)을 기준으로 하여 28개로 나눈 영역을 의미한다.

## 천상열차분야지도
천상열차분야지도는 고구려때 처음 만들어진 천문도이다. 하지만 이는 오랜세월 전쟁으로 소실되어서 1395년 조선 태조때 다시 만들었다. 하지만 이도 임진왜란과 병자호란으로 잊혀져서 지냈다. 그러다 숙종 13년 1687년에 이민철이 남아있던 복사본으로 다시 새로운 돌에 새겼다. 이후 영조때 천문을 맡은 관리가 불타버린 경복궁 터에서 태조본 돌 천문도를 발견하였고 흠경각을 지어 태조본 천문도와 숙종본 천문도를 같이 보관하게 되었다. 가장 최근에 발견된 천문도는 등잔 밑에 있었다. 1991년 덕수궁 유물전시관에 태조본 천문도를 옮기다가 뒷면에 있던 천문도를 발견한 것이다. 이로써 현재 3개의 천문도가 전해져오고 있다. 태조본은 덕수궁 궁중유물전시관에 있고 숙종본은 세종대왕기념본이 있다.

## 천문연구원
현대에서  한국천문연구원(KASI)은 천문우주지식정보사이트를 통해서 천문학습관의 별자리 구성에 대한 지식정보를 제공하고 있다.

## 별의 수
망원경을 사용하지 않고 육안만으로 보이는 별은 대략 6등까지이나, 시가지에서는 하늘이 밝기 때문에 2등 또는 1등까지밖에 보이지 않는다. 어두운 밤에 구경 10 cm 정도의 망원경을 사용하면 약 11등까지, 구경 20cm이면 약 13등까지를 볼 수 있다.
겉보기의 실시등급에 따라 구분한 별의 총수(북반구에서는 보이지 않는 남쪽 하늘의 별도 포함)를 추정하여 정리하면 다음과 같다. 숫자는 구간별 숫자이며, 누적된 값이 아니다.
| 등급       | 별의 개수 | 등급       | 별의 개수 |
| ---------- | --------- | ---------- | --------- |
| 0.0 등까지 | 9         | 8.0 등까지 | 4.1×104   |
| 1.0        | 12        | 9.0        | 1.2×105   |
| 2.0        | 32        | 10         | 3.4×105   |
| 3.0        | 150       | 12         | 2.4×106   |
| 4.0        | 530       | 14         | 1.5×107   |
| 5.0        | 1600      | 16         | 9×107     |
| 6.0        | 4800      | 18         | 4×108     |
| 7.0        | 1.4×104   | 20         | 1×109     |

## 관련 문화

### 점성술
황도12궁을 이용한 점성술이 있다.

### 멀티미디어
일본의 애니메이션인 페어리테일에서는 별자리를 모델로 한 생명체를 성령(星靈)이라고 한다.
일본의 특수촬영물중 하나인 초성신 그란세이져의 주인공들은 황도12궁을 모델로 한 인물로 변신한다.

## 같이 보기
- 넓이 순 별자리 목록
- 천체 관측
- 항성
- 봄철의 별자리
- 여름철의 별자리
- 가을철의 별자리
- 겨울철의 별자리
- 북극 부근의 별자리
- 남극 부근의 별자리
- List of all constellations in 15 languages (German WP, with interwiki-links to other languages)

## 참고 문헌

### 신화 및 역사
- Allen, Richard Hinckley. (1899) Star-Names And Their Meanings, G. E. Stechert, New York, hardcover; reprint 1963 as Star Names: Their Lore and Meaning, Dover Publications, Inc., Mineola, NY, ISBN 978-0-486-21079-7 softcover.
- Olcott, William Tyler. (1911); Star Lore of All Ages, G. P. Putnam's Sons, New York, hardcover; reprint 2004 as Star Lore: Myths, Legends, and Facts, Dover Publications, Inc., Mineola, NY, ISBN 978-0-486-43581-7 softcover.
- Kelley, David H. and Milone, Eugene F. (2004) Exploring Ancient Skies: An Encyclopedic Survey of Archaeoastronomy, Springer, ISBN 978-0-387-95310-6 hardcover.
- Ridpath, Ian. (2018) Star Tales 2nd ed., Lutterworth Press, ISBN 978-0-718-89478-8 softcover.
- Staal, Julius D. W. (1988) The New Patterns in the Sky: Myths and Legends of the Stars, McDonald & Woodward Publishing Co., ISBN 0-939923-10-6 hardcover, ISBN 0-939923-04-1 softcover.
- Rogers, John H. (1998). “Origins of the Ancient Constellations: I. The Mesopotamian Traditions”. 《Journal of the British Astronomical Association》 108: 9–28. Bibcode:1998JBAA..108....9R.
- Rogers, John H. (1998). “Origins of the Ancient Constellations: II. The Mediterranean Traditions”. 《Journal of the British Astronomical Association》 108: 79–89. Bibcode:1998JBAA..108...79R.

### 지도와 천구지도

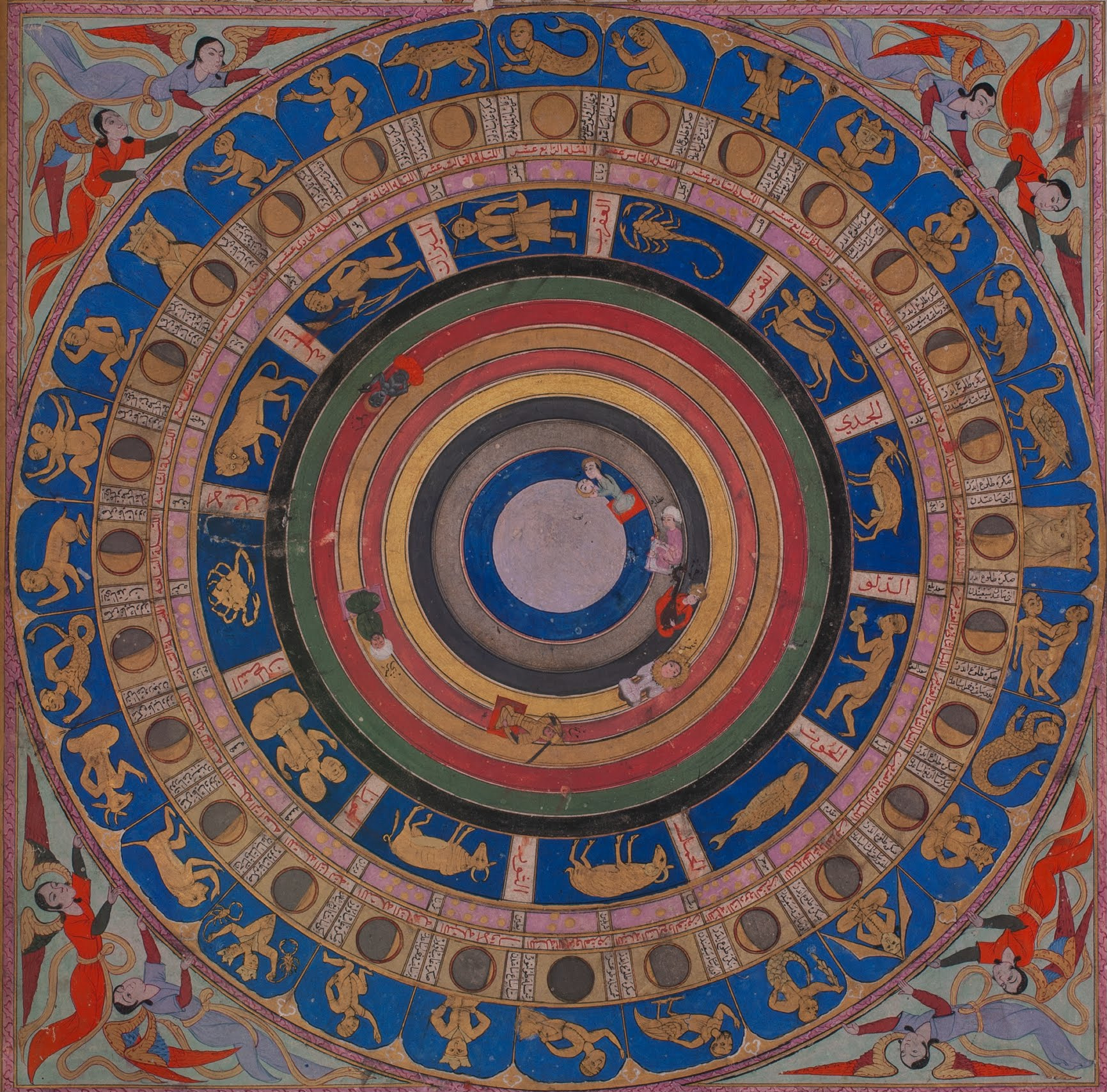
오스만 시기 천구를 그린 지도. 황도가 그려져 있다.

#### 총괄
- Becvar, Antonin. Atlas Coeli. Published as Atlas of the Heavens, Sky Publishing Corporation, Cambridge, MA, with coordinate grid transparency overlay.
- Norton, Arthur Philip. (1910) Norton's Star Atlas, 20th Edition 2003 as Norton's Star Atlas and Reference Handbook, edited by Ridpath, Ian, Pi Press, ISBN 978-0-13-145164-3, hardcover.
- National Geographic Society. (1957, 1970, 2001, 2007) The Heavens (1970), Cartographic Division of the National Geographic Society (NGS), Washington, DC, two-sided large map chart depicting the constellations of the heavens; as a special supplement to the August 1970 issue of National Geographic. Forerunner map as A Map of The Heavens, as a special supplement to the December 1957 issue. Current version 2001 (Tirion), with 2007 reprint.
- Sinnott, Roger W. and Perryman, Michael A.C. (1997) Millennium Star Atlas, Epoch 2000.0, Sky Publishing Corporation, Cambridge, MA, and European Space Agency (ESA), ESTEC, Noordwijk, The Netherlands. Subtitle: "An All-Sky Atlas Comprising One Million Stars to Visual Magnitude Eleven from the Hipparcos and Tycho Catalogues and Ten Thousand Nonstellar Objects". 3 volumes, hardcover, ISBN 0-933346-84-0. Vol. 1, 0–8 Hours (Right Ascension), ISBN 0-933346-81-6 hardcover; Vol. 2, 8–16 Hours, ISBN 0-933346-82-4 hardcover; Vol. 3, 16–24 Hours, ISBN 0-933346-83-2 hardcover. Softcover version available. Supplemental separate purchasable coordinate grid transparent overlays.
- Tirion, Wil; et al. (1987) Uranometria 2000.0, Willmann-Bell, Inc., Richmond, VA, 3 volumes, hardcover. Vol. 1 (1987): "The Northern Hemisphere to −6°", by Wil Tirion, Barry Rappaport, and George Lovi, ISBN 0-943396-14-X hardcover, printed boards. Vol. 2 (1988): "The Southern Hemisphere to +6°", by Wil Tirion, Barry Rappaport and George Lovi, ISBN 0-943396-15-8 hardcover, printed boards. Vol. 3 (1993) as a separate added work: The Deep Sky Field Guide to Uranometria 2000.0, by Murray Cragin, James Lucyk, and Barry Rappaport, ISBN 0-943396-38-7 hardcover, printed boards. 2nd Edition 2001 as collective set of 3 volumes – Vol. 1: Uranometria 2000.0 Deep Sky Atlas, by Wil Tirion, Barry Rappaport, and Will Remaklus, ISBN 978-0-943396-71-2 hardcover, printed boards; Vol. 2: Uranometria 2000.0 Deep Sky Atlas, by Wil Tirion, Barry Rappaport, and Will Remaklus, ISBN 978-0-943396-72-9 hardcover, printed boards; Vol. 3: Uranometria 2000.0 Deep Sky Field Guide by Murray Cragin and Emil Bonanno, ISBN 978-0-943396-73-6, hardcover, printed boards.
- Tirion, Wil and Sinnott, Roger W. (1998) Sky Atlas 2000.0, various editions. 2nd Deluxe Edition, Cambridge University Press, Cambridge, England.

#### 북반구의 별자리
- Becvar, Antonin. (1962) Atlas Borealis 1950.0, Czechoslovak Academy of Sciences (Ceskoslovenske Akademie Ved), Praha, Czechoslovakia, 1st Edition, elephant folio hardcover, with small transparency overlay coordinate grid square and separate paper magnitude legend ruler. 2nd Edition 1972 and 1978 reprint, Czechoslovak Academy of Sciences (Ceskoslovenske Akademie Ved), Prague, Czechoslovakia, and Sky Publishing Corporation, Cambridge, MA, ISBN 0-933346-01-8 oversize folio softcover spiral-bound, with transparency overlay coordinate grid ruler.

#### 적도 및 황도
- Becvar, Antonin. (1958) Atlas Eclipticalis 1950.0, Czechoslovak Academy of Sciences (Ceskoslovenske Akademie Ved), Praha, Czechoslovakia, 1st Edition, elephant folio hardcover, with small transparency overlay coordinate grid square and separate paper magnitude legend ruler. 2nd Edition 1974, Czechoslovak Academy of Sciences (Ceskoslovenske Akademie Ved), Prague, Czechoslovakia, and Sky Publishing Corporation, Cambridge, MA, oversize folio softcover spiral-bound, with transparency overlay coordinate grid ruler.

#### 남반구의 별자리
- Becvar, Antonin. Atlas Australis 1950.0, Czechoslovak Academy of Sciences (Ceskoslovenske Akademie Ved), Praha, Czechoslovakia, 1st Edition, hardcover, with small transparency overlay coordinate grid square and separate paper magnitude legend ruler. 2nd Edition, Czechoslovak Academy of Sciences (Ceskoslovenske Akademie Ved), Prague, Czechoslovakia, and Sky Publishing Corporation, Cambridge, MA, oversize folio softcover spiral-bound, with transparency overlay coordinate grid ruler.

### 별자리 목록
- Becvar, Antonin. (1959) Atlas Coeli II Katalog 1950.0, Praha, 1960 Prague. Published 1964 as Atlas of the Heavens – II Catalogue 1950.0, Sky Publishing Corporation, Cambridge, MA
- Hirshfeld, Alan and Sinnott, Roger W. (1982) Sky Catalogue 2000.0, Cambridge University Press and Sky Publishing Corporation, 1st Edition, 2 volumes. 틀:LCCN both vols., and 틀:LCCN vol. 1. "Volume 1: Stars to Magnitude 8.0", ISBN 0-521-24710-1 (Cambridge) and ISBN 0-933346-35-2 hardcover, ISBN 0-933346-34-4 softcover. Vol. 2 (1985) – "Volume 2: Double Stars, Variable Stars, and Nonstellar Objects", ISBN 0-521-25818-9 (Cambridge) hardcover, ISBN 0-521-27721-3 (Cambridge) softcover. 2nd Edition (1991) with additional third author François Ochsenbein, 2 volumes, 틀:LCCN. Vol. 1: ISBN 0-521-41743-0 (Cambridge) hardcover; ISBN 0-521-42736-3 (Cambridge) softcover . Vol. 2 (1999): ISBN 0-521-27721-3 (Cambridge) softcover and 0-933346-38-7 softcover – reprint of 1985 edition.
- Yale University Observatory. (1908, et al.) Catalogue of Bright Stars, New Haven, CN. Referred to commonly as "Bright Star Catalogue". Various editions with various authors historically, the longest term revising author as (Ellen) Dorrit Hoffleit. 1st Edition 1908. 2nd Edition 1940 by Frank Schlesinger and Louise F. Jenkins. 3rd Edition (1964), 4th Edition, 5th Edition (1991), and 6th Edition (pending posthumous) by Hoffleit.